# Stenoterommata melloleitaoi
Stenoterommata melloleitaoi is een spinnensoort in de taxonomische indeling van de bruine klapdeurspinnen (Nemesiidae).
Stenoterommata melloleitaoi werd in 2004 beschreven door Guadanucci & Indicatti.